# Liste der Baudenkmäler in Hardtberg
Die folgende Liste enthält in der Denkmalliste ausgewiesene Baudenkmäler auf dem Gebiet des Bonner Stadtbezirks Hardtberg.
Basis ist die offizielle Denkmalliste der Stadt Bonn (Stand: 15. Januar 2021), die von der Unteren Denkmalbehörde geführt wird. Grundlage für die Aufnahme in die Denkmalliste ist das Denkmalschutzgesetz Nordrhein-Westfalens.

## Ortsteile
- Im Ortsteil Brüser Berg ist kein Baudenkmal ausgewiesen.
- Liste der Baudenkmäler im Bonner Ortsteil Duisdorf
- Liste der Baudenkmäler im Bonner Ortsteil Hardthöhe
- Liste der Baudenkmäler im Bonner Ortsteil Lengsdorf